# Établissement rural de Krivtsy (république de Carélie)
L'établissement rural de Krivtsy (en russe : Кри́вецкое се́льское поселе́ние) est une entité municipale de Russie formée en 2006, du raïon de Poudoj dans la république de Carélie. Son siège administratif est le hameau de Krivtsy.

## Géographie
L'établissement rural se situe dans le raïon de Poudoj, un des raïons de la république de Carélie,,,,. Le raïon et la république se trouvent dans le nord de la Russie européenne.
La municipalité de Krivtsy a une superficie de 1 802,44 km2.
Krivtsy est bordée au nord par Kubovo du raïon de Poudoj, à l'ouest par Poudoj et Krasnoborski, à l'est par l'oblast d'Arkhangelsk et au sud par l'oblast de Vologda. La majorité du territoire de la commune est constituée d'eau et de forêts.
Krasnoborski est arrosé par la rivière Vodlajoki et ses affluents Koloda et Somba. Ses lacs principaux sont le Pelusozero, le Kolodozero et le Tambitšozero.

## Population
Recensements (*) et estimations de la population,:
| 2010* | 2021* | 2023 | - |
| ----- | ----- | ---- | - |
| 1 352 | 760   | 695  | - |

## Localités
L'établissement rural compte 15 localités,,,.
| Nom              | Nom russe      | Statut    | Population (2013) |
| ---------------- | -------------- | --------- | ----------------- |
| Doubovskaïa      | Дубовская      | hameau    | 1                 |
| Ierchova         | Ершова         | hameau    | 0                 |
| Zaozerié         | Заозерье       | hameau    | 27                |
| Krivtsy          | Кривцы         | hameau    | 27                |
| Krivtsy          | Кривцы         | possiolok | 798               |
| Ostrov           | Остров         | hameau    | 3                 |
| Peloussozero     | Пелусозеро     | hameau    | 0                 |
| Pirzakovo        | Пирзаково      | hameau    | 5                 |
| Pogost           | Погост         | hameau    | 66                |
| Pritchny         | Приречный      | possiolok | 143               |
| Pialozero        | Пялозеро       | hameau    | 0                 |
| Stechevskaïa     | Стешевская     | hameau    | 32                |
| Tatarskaïa Gora  | Татарская Гора | hameau    | 0                 |
| Oust-Reka        | Усть-Река      | hameau    | 87                |
| Chtchanikovskaia | Щаниковская    | hameau    | 2                 |